# Condado de Kearny
O Condado de Kearny é um dos 105 condados do estado americano de Kansas. A sede do condado é Lakin, e sua maior cidade é Lakin. O condado possui uma área de 2 257 km² (dos quais 1 km² estão cobertos por água), uma população de 4 531 habitantes, e uma densidade populacional de 2 hab/km² (segundo o censo nacional de 2000). O condado foi fundado em 20 de março de 1873.